# جووانی کانووا
جووانی کانووا (ایتالیایی: Giovanni Canova; ۲۷ ژوئیهٔ ۱۸۸۰ – ۲۸ اکتبر ۱۹۶۰) شمشیرباز اهل ایتالیا بود.
وی در مسابقات کشوری و بین‌المللی در مجموع برندهٔ ۱ مدال طلا، ۱ مدال برنز شده‌است.